# Mojanda
Mojanda je neaktivní stratovulkanický komplex, nacházející se na severu Ekvádoru, u města Otavalo. Komplex má poměrně složitou stavbu, sestává ze dvou paralelně explodujících vulkánů a třech kalder. Starší vulkán Mojanda vytvořil větší kalderu, v níž je v současnosti jezero Caricocha, mladší andezitovo-ryolitový stratovulkán Fuya Fuya se vytvořil později na západní straně Mojandy.
Fuya Fuya před 165 000 lety zkolaboval a vytvořil menší kalderu, v níž později vyrostly dacitové dómy. Poslední aktivita je odhadována na holocén, ale není přesněji datována.